# Ernst Albrecht von Bertouch
Ernst Albrecht von Bertouch (født 16. december 1745, død 17. december 1815) var en dansk-tysk amtmand og genealogisk samler.
Ernst Albrecht von Bertouch, søn af kammerherre, oberst Carl Rudolph von Bertouch og Ulrikke Cathrine Frederikke født de Witt, blev født i Frederikshald. Kun ti år gammel ansattes han som page hos kong Frederik V; 1765 udnævntes han til hofjunker. 1768 blev han kammerjunker hos dronning Caroline Mathilde, og samtidig tog han juridisk eksamen.
Han havde allerede dengang i nogen tid arbejdet i det Tyske Kancelli, men blev nu auskultant i Højesteret, hvorfra han 1769 forflyttedes til Rentekammeret. I januar 1772 udnævntes Bertouch til kommitteret i det danske Kammer, men mistede straks efter ved regeringsforandringen i forbindelse med Johann Friedrich Struensees fald fra magten denne stilling og udnævntes i stedet til legationssekretær i Stockholm.
1774 blev han kammerherre, og 1777 udnævntes han til ministerresident ved det polske hof, hvor han gjorde sig meget yndet. Et mislykket giftermålsprojekt nødte ham imidlertid til at forlade Warzawa allerede 1779, og da han ønskede en forandret stilling, blev han 1780 rappelleret. Kong Stanislav Poniatovski sendte ham da Stanislaus Ordenen og sit portræt. Året efter blev Bertouch deputeret i det nyoprettede Søkommissariatskollegium, hvorfra han 1784 overgik i Admiralitetskollegiet. 1785 sendtes han i et diplomatisk ærinde til Stockholm. 1789 blev Bertouch amtmand i Tønder Amt og var fra 1811 desuden overdirektør i staden Tønder; 1813 udnævntes han til gehejmekonferensråd.
Under krigen 1814 udviste han stor fasthed og åndsnærværelse ved bestyrelsen af sit embede, hvorfor han også det følgende år ved kroningen benådedes med Dannebrogordenens kommandørkors.
Det er dog mindre som embedsmand end som flittig genealogisk samler, at Bertouch har erhvervet sig et navn; hans betydelige samlinger til den danske adels genealogi findes nu i Rigsarkivet. Fra 1780-89 var han forstander for det kongelige genealogisk-heraldiske Selskab. 1810 blev han medlem af Det kongelige danske Selskab for Fædrelandets Historie.
Bertouch havde 28. november 1783 ægtet Marie Magdalene le Sage de Fontenay, født 10. august 1768 død 31. august 1827.